# Roquessels
 Roquessels  es una población y comuna francesa, situada en la región de Occitania, departamento de Hérault, en el distrito de Béziers y cantón de Cazouls-lès-Béziers.

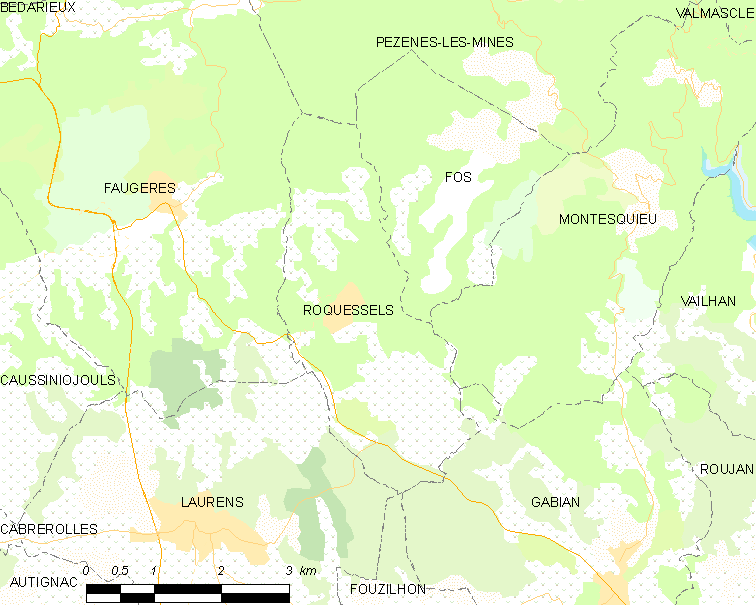
Mapa

## Demografía
| 114 | 112 | 115 | 97 | 123 | 123 | 112 |
| Para los censos de 1962 a 1999 la población legal corresponde a la población sin duplicidades (Fuente: INSEE [Consultar]) |     |     |    |     |     |     |